# John Lindgren (längdåkare)
John Halvar Teofron Lindgren, född 8 november 1899 i Lycksele, död 30 januari 1990 i Lycksele, var en svensk längdåkare som tävlade under 1920-talet för IFK Umeå.
Lindgren deltog i VM 1927 där han vann både 18 kilometer och 50 kilometer. I och med segrarna blev han den första svensk att vinna ett VM-guld i längdskidåkning. Lindgrens segermarginal i 50-kilometersloppet på 18 minuter är den största segermarginalen genom tiderna. I pressen blev han efter segern känd som "Alpernas örn".
Förutom VM-bedrifterna vann Lindgren 1924 den tredje upplagan av Vasaloppet. Han ska då först ha åkt skidor från Mora till Sälen.
Han blev svensk mästare på 30 kilometer 1923, samt på 50 kilometer 1928, 1930 och 1933.
År 1924 tackade Lindgren, Volger Andersson och Algon Stoltz nej till att åka till OS med motiveringen: "Vi har ju DM att tänka på!". Det är dock retroaktivt (1926) som spelen blivit fullt olympiska, de första spelen räknades som en "vintersportvecka" även om det var i IOK:s regi.
John Lindgren är begravd på Gamla kyrkogården i Lycksele.